# R. Ernest Dupuy

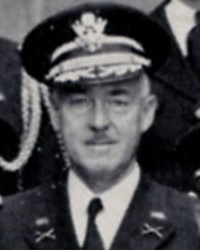
R. Ernest Dupuy (1940)

Richard Ernest Dupuy (* 1887; † 1975) war ein US-amerikanischer Militärschriftsteller. Er wirkte im Zweiten Weltkrieg als Presse- und Informationsoffizier für Dwight D. Eisenhower, dem späteren Präsident der Vereinigten Staaten, und vermeldete unter anderem die Landung in der Normandie (1944).
Dupuy war mit Laura Nevitt verheiratet. Ihr gemeinsamer Sohn Trevor Nevitt Dupuy war ein hochdekorierter Offizier der United States Army und wirkte ebenfalls als Militärschriftsteller.

## Werke (Auswahl)
- Compact History of the Revolutionary War (mit T. N. Dupuy), New York, 1963.
- Military Heritage Of America (mit T. N. Dupuy, Paul F. Braim), Band 1 u. 2, New York, 1966.
- Compact History of the Civil War (mit T. N. Dupuy), New York, 1960.
- Brave Men and Great Captains (mit T. N. Dupuy), New York, 1960.
- To the Colors: The Way of Life of an Army Officer (mit T. N. Dupuy), Chicago, 1942.